# بخش بارنوم، شهرستان کارلتون، مینه سوتا
بخش بارنوم (به انگلیسی: Barnum Township) یک منطقهٔ مسکونی در ایالات متحده آمریکا است که در شهرستان کارلتون، مینه‌سوتا واقع شده‌است.
 بخش بارنوم ۱۱۹٫۶ کیلومتر مربع مساحت و ۹۷۸ نفر جمعیت دارد و ۳۴۵ متر بالاتر از سطح دریا واقع شده‌است.